# Elifs Männer
Elifs Männer ist ein deutscher Dokumentarfilm aus dem Jahr 2013, der am 12. April 2013 im Hamburger Metropolis Kino uraufgeführt wurde.

## Inhalt
Die Titelheldin Elif Abaci ist bereits vor Jahren infolge Arbeit in einer Hamburger Asbestfabrik verstorben. Gezeigt werden ihre drei Männer: der Ehemann Veysel, ihr Sohn Kazim und ihr Enkel Feryat. Anhand der drei wird die Geschichte türkischer Migration nach Deutschland aufgezeigt. Kazim Abaci wird schließlich Mitglied der Hamburger Bürgerschaft.

## Belege
1. ↑  Elifs Männer auf der Website der Dokfilmwoche Hamburg